# C.A.P
C.A.P ハングル表記：캡（キャップ、1992年11月4日 - ）は、大韓民国の男性歌手、ラッパー、音楽プロデューサーである。男性グループTEEN TOPのメンバーでありリーダーを務める。本名はパン・ミンス（漢：方旻洙、朝：방민수）。